# Sanktuarium św. Andrzeja Boboli w Warszawie
Sanktuarium św. Andrzeja Boboli w Warszawie – sanktuarium pod wezwaniem św. Andrzeja Boboli znajdujące się u zbiegu ulic Boboli i Rakowieckiej (pod numerem 61) w warszawskiej dzielnicy Mokotów.
Sanktuarium zbudowane zostało w latach 1980–1989, wcześniej był tam ogród ojców jezuitów oraz kaplica, gdzie od 1938 przechowywano relikwie Andrzeja Boboli.

## Historia
1 grudnia 1935 roku przy ulicy Rakowieckiej 61 na warszawskim Mokotowie otwarto Dom Pisarzy Towarzystwa Jezusowego, którego fundatorem był papież Pius XI. Relikwie Andrzeja Boboli umieszczono tam 20 czerwca 1938 roku.
W czasie obrony Warszawy we wrześniu 1939 roku trumna z relikwiami Andrzeja Boboli z pomocą żołnierzy wojsk lotniczych kwaterujących przy ul. Rakowieckiej została przewieziona na Stare Miasto.
2 sierpnia 1944 roku, w drugim dniu powstania warszawskiego, w podziemiach Domu Pisarzy Niemcy zamordowali 44 Polaków, w tym 8 kapłanów i 8 braci Towarzystwa Jezusowego oraz 28 osób świeckich. Po wojnie pokój w którym dokonano masakry został przekształcony w kaplicę, a szczątki ofiar pogrzebano pod posadzką jego podłogi.
Parafia erygowana została 1 stycznia 1953 przez kardynała Stefana Wyszyńskiego, lecz wcześniejsza zgoda władz na budowę kościoła z 1957 została anulowana w 1958 i dopiero 19 maja 1980 parafia otrzymała zgodę na wzniesienie kościoła według projektu architektów Hanny i Bogdana Madejowskich. 
13 czerwca 1980 prymas Stefan Wyszyński poświęcił plac pod budowę sanktuarium, a 15 października 1980 kamień węgielny poświęcił w Rzymie papież Jan Paweł II.
17 kwietnia 1988 pierwszą mszę w górnym kościele celebrował prymas Józef Glemp, a w styczniu 1989 oficjalnie zakończono budowę kościoła.

## Inne informacje
- W kościele znajdują się witraże autorstwa Teresy Reklewskiej i Pawła Przynowskiego, Droga Krzyżowa Magdaleny Kraszewskiej, krucyfiks ks. Krzysztofa Rogalskiego i Pawła Chmielewskiego[3].
- Przed sanktuarium znajduje się krzyż, przewieziony z Fabryki Samochodów Osobowych na Żeraniu (FSO), który zagrożony był zniszczeniem po ogłoszeniu stanu wojennego 13 grudnia 1981 roku[1].
- Ofiary niemieckiej zbrodni z 2 sierpnia 1944 upamiętniają dwie tablice pamiątkowe: wolno stojąca tablica przy ogrodzeniu od strony ul. Rakowieckiej oraz tablica projektu Karola Tchorka na ścianie Collegium Bobolanum (od strony ul. A. Boboli).

## Galeria

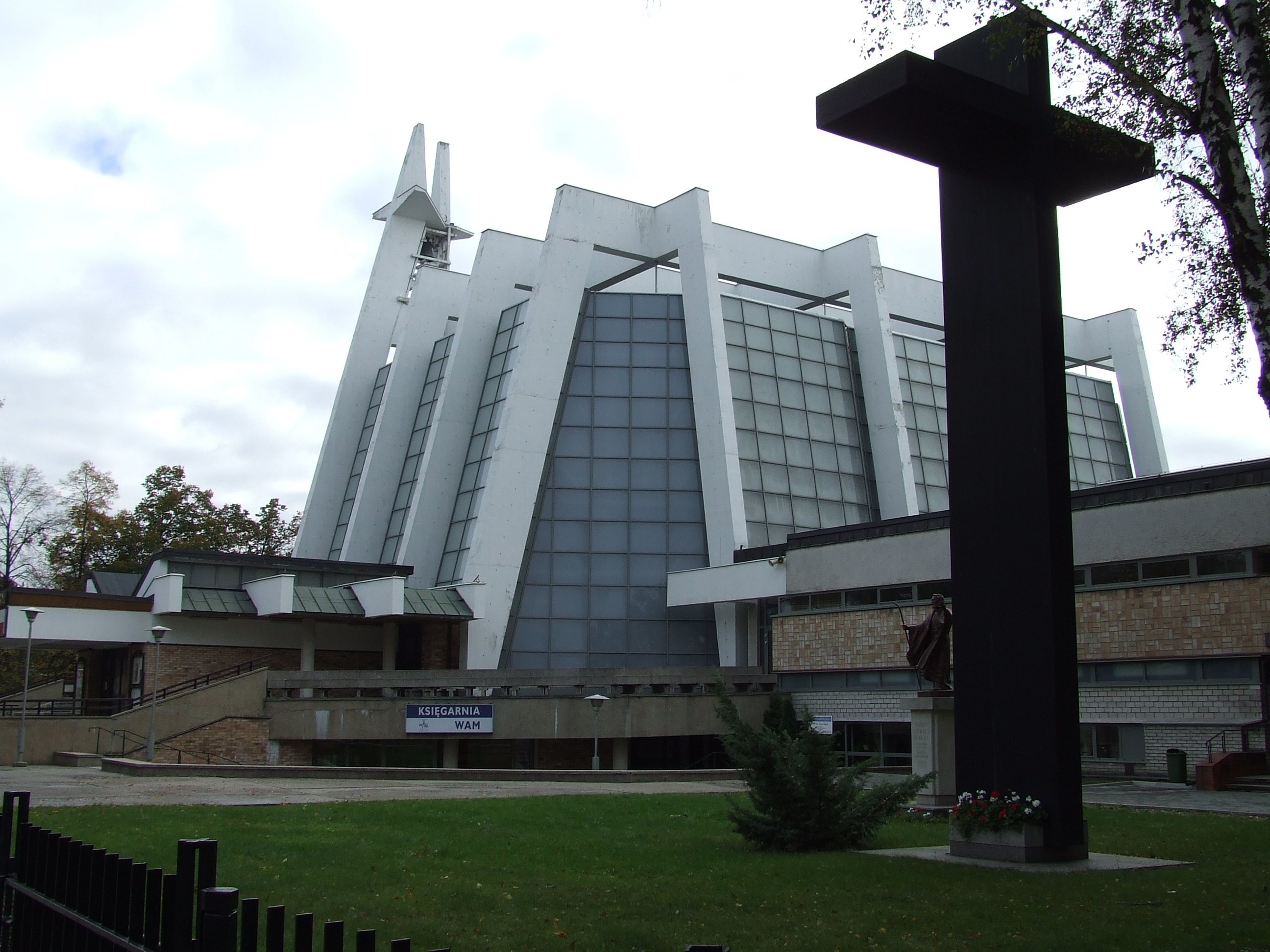
Sanktuarium z widocznym krzyżem z FSO
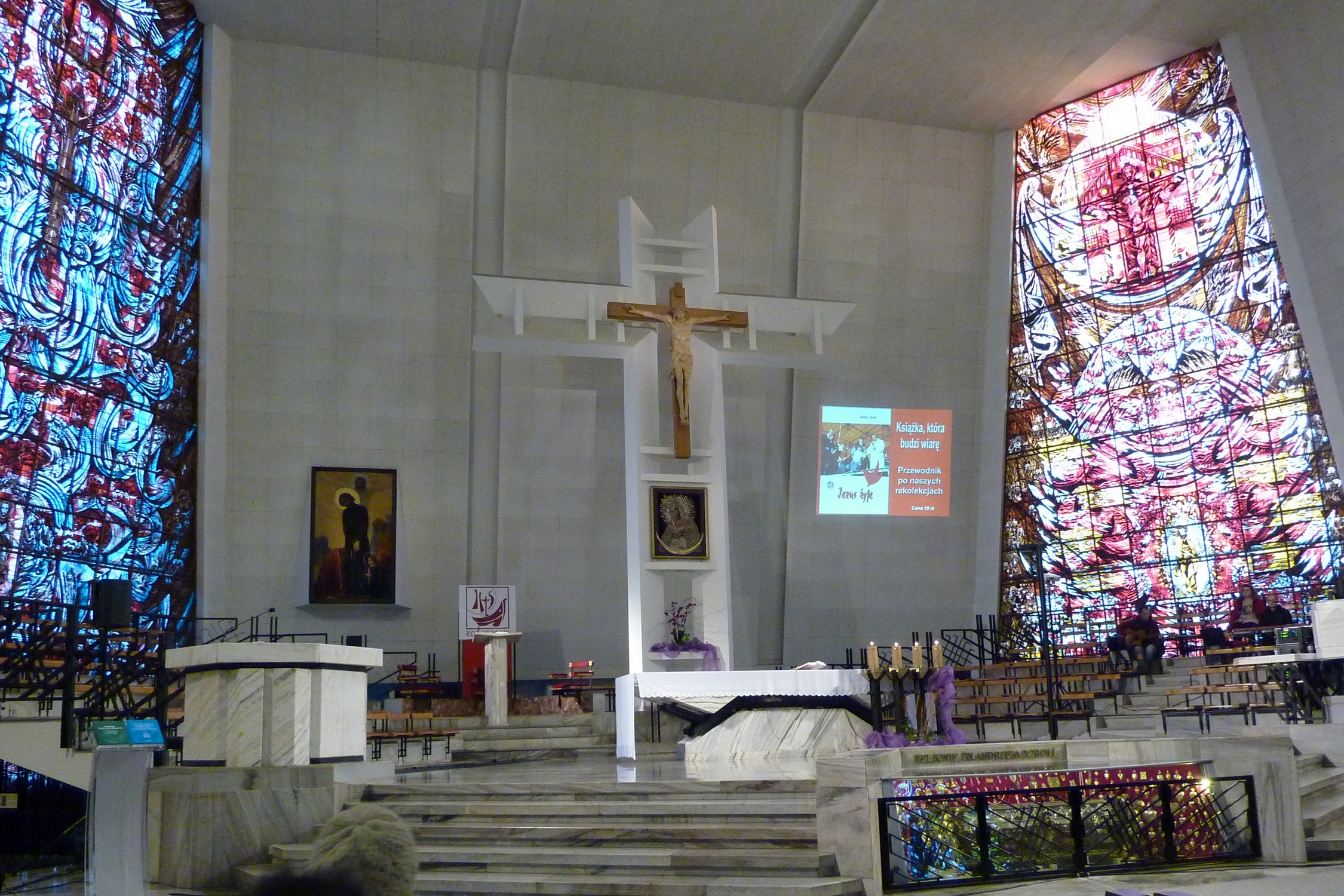
Ołtarz główny
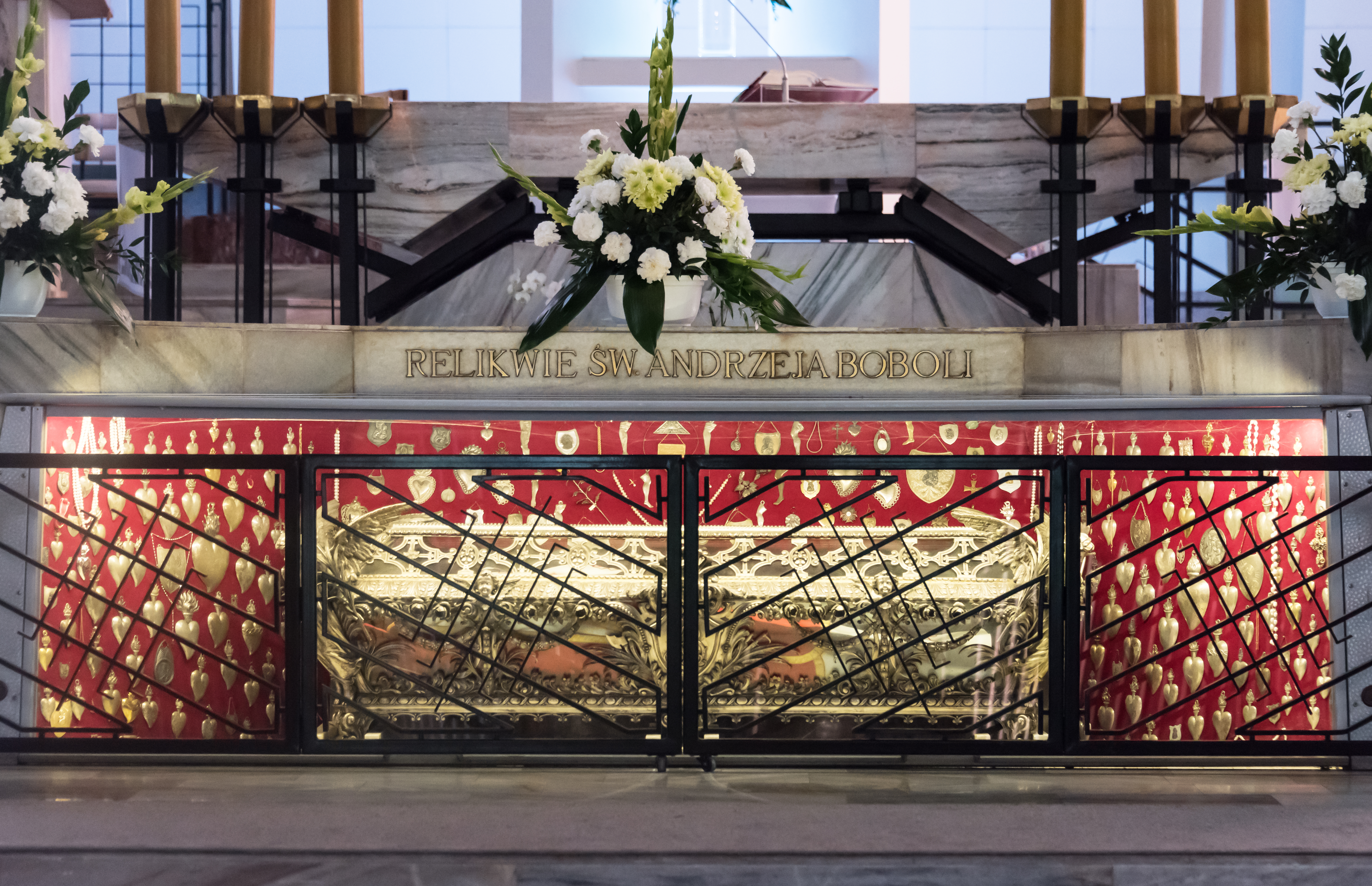
Relikwie Andrzeja Boboli